# Rede de spin

Rede de spin simples do tipo usada na teoria da gravidade quântica em loop.

Em física, uma rede de spin é um tipo de diagrama que pode ser usado para representar estados e inteações entre partículas e campos em física quântica. De uma perspectiva matemática, os diagramas são um meio conciso de representar funções multilineares e funções entre representações de grupos matriciais. A notação diagramática frequentemente simplifica o cálculo porque diagramas simples podem ser usados para representar complicadas funções. Credita-se a Roger Penrose a invenção das redes de spin em 1971, embora técnicas diagramáticas similares existiam antes desta data. Redes de spin têm sido aplicadas à teorias da gravitação quântica por Carlo Rovelli, Lee Smolin, Fotini Markopoulou-Kalamara, e outros. Elas podem também ser usadas para construir uma funcional particular sobre o espaço de conexões o qual é invariante sob transformações de gauge locais.

### Artigos pioneiros
- Sum of Wigner coefficients and their graphical representation, I. B. Levinson, ``Proceed. Phys-Tech Inst. Acad Sci. Lithuanian SSR 2, 17-30 (1956)
- Applications of negative dimensional tensors, Roger Penrose; Combinatorial Mathematics and its Applications, Academic Press (1971)
- Hamiltonian formulation of Wilson's lattice gauge theories, John Kogut and Leonard Susskind, Phys. Rev. D 11, 395–408 (1975)
- The lattice gauge theory approach to quantum chromodynamics, John B. Kogut, Rev. Mod. Phys. 55, 775–836 (1983) (ver a seção sobre acoplamento forte Euclidiano a alta temperatura)
- Duality in field theory and statistical systems, Robert Savit, Rev. Mod. Phys. 52, 453–487 (1980) (ver as seções sobre teorias de gaude Abeliano)

### Artigos modernos
- The dual of non-Abelian lattice gauge theory, Hendryk Pfeiffer and Robert Oeckl, hep-lat/0110034.
- Exact duality transformations for sigma models and gauge theories, Hendryk Pfeiffer, hep-lat/0205013.
- Generalized Lattice Gauge Theory, Spin Foams and State Sum Invariants, Robert Oeckl, hep-th/0110259.
- Spin Networks in Gauge Theory, John C. Baez, Advances in Mathematics, Volume 117, Number 2, February 1996, pp. 253–272.
- Quantum Field Theory of Many-body Systems – from the Origin of Sound to an Origin of Light and Fermions, Xiao-Gang Wen, . (A expressão string-nets aqui.)
- A Spin Network Primer, Seth A. Major, American Journal of Physics, Volume 67, 1999, gr-qc/9905020.
- Pre-geometry and Spin Networks. An introduction. .

### Livros
- Diagram Techniques in Group Theory, G. E. Stedman, Cambridge University Press, 1990
- Group Theory: Birdtracks, Lie's, and Exceptional Groups, Predrag Cvitanović, Princeton University Press, 2008,